# Irene Denison
Irene Frances Adza Denison, marquise de Carisbrooke (4 juillet 1890 - 16 juillet 1956) est la fille de William Francis Henry Denison, 2e comte de Londesborough et de Lady Grace Adelaide Fane.

## Biographie
Elle épouse Alexandre Mountbatten, 1er marquis de Carisbrooke, fils du prince Henri de Battenberg et de la princesse Béatrice du Royaume-Uni, le 19 juillet 1917 en la chapelle royale du palais Saint James à Londres.
Le couple a un enfant :
- Lady Iris Victoria Beatrice Grace Mountbatten (13 janvier 1920 - 1er septembre 1982)

Elle succède à sa belle-mère en tant que présidente du Frank James Memorial Hospital de East Cowes en 1946, exerçant ce rôle jusqu'à ce qu'il soit repris par le National Health Service en 1948.
Elle meurt le 16 juillet 1956, à l'âge de 66 ans, à Londres. Ses cendres sont enterrées à l'église St. Mildred, Whippingham, sur l'île de Wight.

## Distinctions
- Dame Grand-Croix de l'ordre de l'Empire britannique
- Dame de justice du Très vénérable ordre de Saint-Jean
- 1080ème dame de l'Ordre de la Reine Marie-Louise [1]